# Duitstalige Gemeenschapsverkiezingen 2014
Op zondag 25 mei 2014 werden in de Belgische Duitstalige Gemeenschap verkiezingen voor het Parlement van de Duitstalige Gemeenschap gehouden.

## Stemming
In tegenstelling tot de rest van Wallonië (dat met potlood en papier stemt), stemt de Duitstalige Gemeenschap met stemcomputers. Bij deze verkiezingen in de Duitstalige Gemeenschap (namelijk de kantons Eupen en Sankt Vith) waren er heel wat problemen met de stemcomputers. De resultaten konden daarom pas één à twee dagen na de verkiezingen volledig worden vrijgegeven.

## Uitslagen
Van de regeringspartijen verloor SP 1 zetel en won ProDG er 2, waarmee ProDG met 6 zetels haar grootste omvang kent sinds de verkiezingen van 1981. De andere regeringspartij, PFF, bleef status quo met 4 zetels, net zoals de grootste oppositiepartij, CSP, met 7 zetels. Van de andere oppositiepartijen verloor enkel Ecolo, namelijk één zetel. Vivant bleef status quo met 2 zetels.
| Partij               | Partij               | Partij               | 2014    | 2014  | 2014   | 2009    | 2009  | 2009   | verschil | verschil | verschil |
| Partij               | Partij               | Partij               | stemmen | %     | zetels | stemmen | %     | zetels | stemmen  | pp       | zetels   |
| -------------------- | -------------------- | -------------------- | ------- | ----- | ------ | ------- | ----- | ------ | -------- | -------- | -------- |
|                      | CSP                  | lijst                | 9.358   | 24,86 | 7      | 10.122  | 27,02 | 7      | -764     | -2,16    | 0        |
|                      | ProDG                | lijst                | 8.352   | 22,21 | 6      | 6.553   | 17,49 | 4      | 1.799    | 4,72     | +2       |
|                      | SP                   | lijst                | 6.047   | 16,08 | 4      | 7.231   | 19,30 | 5      | -1       | -3,22    | -1       |
|                      | PFF                  | lijst                | 5.847   | 15,55 | 4      | 6.562   | 17,52 | 4      | -715     | -1,98    | 0        |
|                      | Vivant               | lijst                | 3.994   | 10,62 | 2      | 2.684   | 7,16  | 2      | 1.310    | 3,46     | 0        |
|                      | Ecolo                | lijst                | 3.590   | 9,54  | 2      | 4.310   | 11,50 | 3      | -720     | -1,96    | -1       |
|                      | Parti Libertarien    |                      | 432     | 1,15  | 0      | -       | -     | -      | -        | -        | -        |
| Totaal Geldig        | Totaal Geldig        | Totaal Geldig        | 37.613  | 100   | 25     | 37.462  | 100   | 25     | 151      | 0        | 0        |
| Blanco & Ongeldig    | Blanco & Ongeldig    | Blanco & Ongeldig    | 4.711   | 11,13 |        | 4.817   | 11,39 |        | -106     | -0,26    |          |
| Totaal Stemmen       | Totaal Stemmen       | Totaal Stemmen       | 42.324  | 100   |        | 42.279  | 100   |        | 45       | 0        |          |
| Absenteïsme          | Absenteïsme          | Absenteïsme          | 6.676   | 13,62 |        | 5.167   | 10,89 |        | 1.509    | 2,71     |          |
| Ingeschreven Kiezers | Ingeschreven Kiezers | Ingeschreven Kiezers | 49.000  | 100   |        | 47.446  | 100   |        | 1.554    | 0        |          |

## Verkozenen

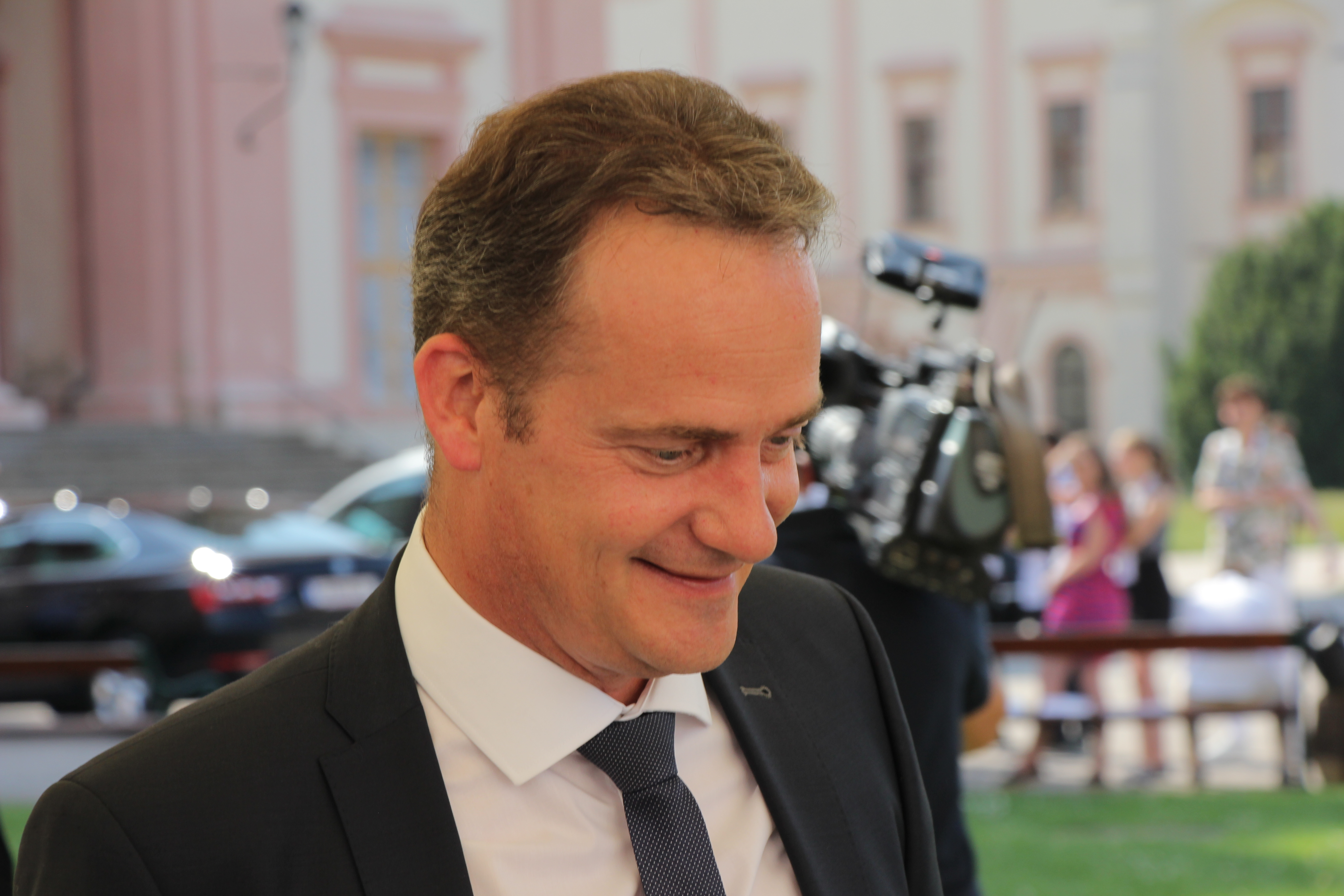
Oliver Paasch kreeg de meeste naamstemmen en werd minister-president

Verkozen volksvertegenwoordigers (met vermelding van aantal naamstemmen):
| - Oliver Paasch (PRO DG, 4.771) - Robert Nelles (CSP, 3.801) - Karl-Heinz Lambertz (SP, 3.130) - Harald Mollers (PRO DG, 2.527) - Pascal Arimont (CSP, 2.306) - Isabelle Weykmans (PFF, 2.290) - Michael Balter (Vivant, 2.122) - Herbert Grommes (CSP, 2.058) | - Patricia Creutz (CSP, 1.695) - Luc Frank (CSP, 1.582) - Alexander Miesen (PFF, 1.472) - Edmund Stoffels (SP, 1.398) - Evelyn Jadin (PFF, 1.352) - Daniel Franzen (CSP, 1.335) - Lydia Klinkenberg (PRO DG , 1.254) - Franziska Franzen (Ecolo, 1.173) - Louis Siquet (SP, 1.093) | - Alfons Velz (PRO DG, 1.078) - Marion Dhur (CSP, 1.076) - Friedhelm Wirtz (PRO DG, 1.046) - Petra Schmitz (PRO DG, 917) - Gregor Freches (PFF, 679) - Kirsten Neycken (SP, 535) - Freddy Mockel (Ecolo, 446) - Linda Nix (Vivant, 432) |

## Regeringsformatie
De uittredende Regering van de Duitstalige Gemeenschap, zijnde de regering-Lambertz III, was een coalitie tussen de SP, PFF en ProDG onder leiding van Karl-Heinz Lambertz. Deze coalitie werd na de verkiezingen voortgezet, zij het dat ProDG nu groter is dan de SP en Oliver Paasch minister-president werd. Op 26 juni 2014 legde de regering-Paasch I de eed af.